# Galeria Narodowa w Atenach
Galeria Narodowa w Atenach (gr. Εθνική Πινακοθήκη της Ελλάδος) – muzeum poświęcone sztuce greckiej i europejskiej XIV- XX wieku, znajdujące się w Atenach w Grecji.

## Historia
Galeria została założona w 1878 roku. W budynku Uniwersytetu Ateńskiego prezentowała wówczas zaledwie 117 prac. W 1896 roku zbiory powiększyły się za sprawą Aleksandrosa Sudzosa, prawnika i miłośnika sztuki. Przyczyniło się to do wybudowania osobnego budynku dla zbiorów. W 1900 roku otworzono muzeum a pierwszym jego kustoszem został grecki malarz Jeorjos Jakowidis.

## Zbiory
W galerii można oglądać głównie eksponaty post-bizantyjskiej sztuki greckiej. Znajdują się w niej również bogate zbiory artystów europejskich. Szczególnie cenna jest kolekcja malarstwa renesansowego.
Artyści renesansowi
- El Greco (Koncert aniołów, Złożenie do grobu, Święty Piotr}
- Jacob Jordaens
- Luca Giordano
- Giovanni Battista Tiepolo
- Jan Brueghel (młodszy)
- Jan Brueghel (starszy)
- Lorenzo Veneziano
- Zanino di Pietro
- Jacopo del Sellaio
- Joachim Beuckelaer
- David Vinckboons
- Albrecht Dürer